# Bedjarrörelsen
Bedjarrörelsen (finska Rukoilevaisuus, bokstavligen en inriktning för bedjande) uppstod under 1700-talet till följd av bondflickan Liisa Eerikintytärs omvändelse. Eerikintytärs vittnesbörd blev startpunkten för en väckelse i Kaland, som senare skulle sprida sig till hela landskapet Egentliga Finland och vidare till Satakunda. Tidiga ledare i rörelsen var kyrkoherden i Nousis, Abraham Achrenius och dennes son Anders Achrenius.
Rörelsen splittrades 1984 i en konservativ och en reformöppen falang. Länsi-Suomen Rukoilevaisten Yhdistys ry (ungefär Föreningen Bedjare i Västra Finland) står kvar i en äldre tradition, med utgångspunkt i 1694 års missale, 1701 års psalmbok och 1776 års bibelöversättning. Den västfinska grenen motsätter sig prästvigning av kvinnliga präster (vilket praktiseras inom kyrkan sedan 1986). Suomen rukoilevaisen kansan yhdistys ry (ungefär Föreningen Bedjar i Finland) intar en mera reformöppen ställning, där man godtar kvinnliga präster och använder reviderade gudstjänstböcker och nyare bibelöversättningar. De äldre böckerna intar fortfarande en betydande roll, men anses inte teologiskt mera riktiga än nyare utgåvor.